# Alexander Dennis Enviro300
Alexander Dennis Enviro300 (TransBus Enviro300) — коммерческий автобус большого класса производства Alexander Dennis, предназначенный для эксплуатации в странах с левосторонним движением. Пришёл на смену автобусу Dennis Lance.

## Первое поколение (2001—2008)
Автобус Alexander Dennis Enviro300 впервые был произведён в 2001 году компанией TransBus International. В 2004 году, после ликвидации завода TransBus International, автобус был передан на завод Alexander Dennis и получил название Alexander Dennis Enviro300. В 2005 году был произведён школьный автобус. Производство завершилось в 2008 году.

## Второе поколение (2008—2015)
С 2008 года автобус Alexander Dennis Enviro300 производился максимально похожим на Alexander Dennis Enviro200 Dart и Alexander Dennis Enviro400. Производство завершилось в 2015 году.

## Разновидности автобуса
- Alexander Dennis Enviro350H, выпускался в 2010—2013 гг. и был предназначен для эксплуатации в странах с левосторонним движением[6]
- Enviro350VE — электробус, мелкосерийно производился с 2014 года.

## Галерея

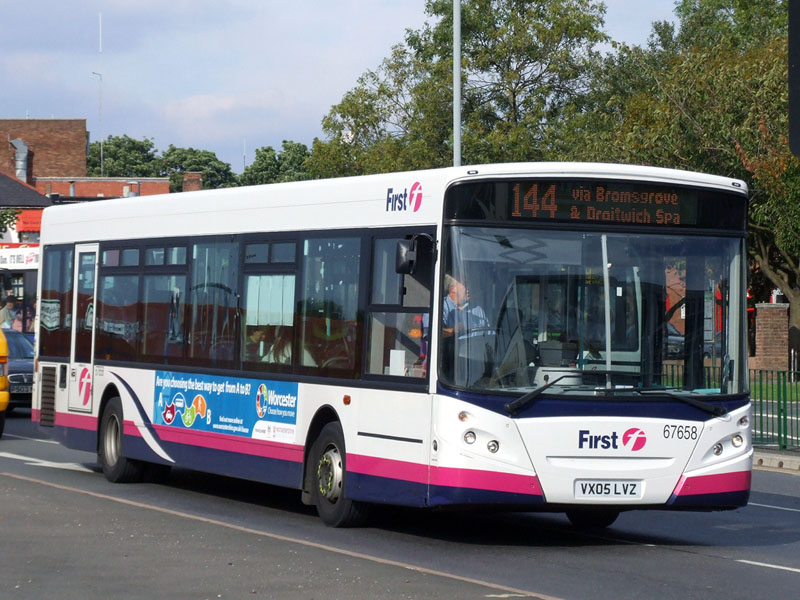
First Midland Red
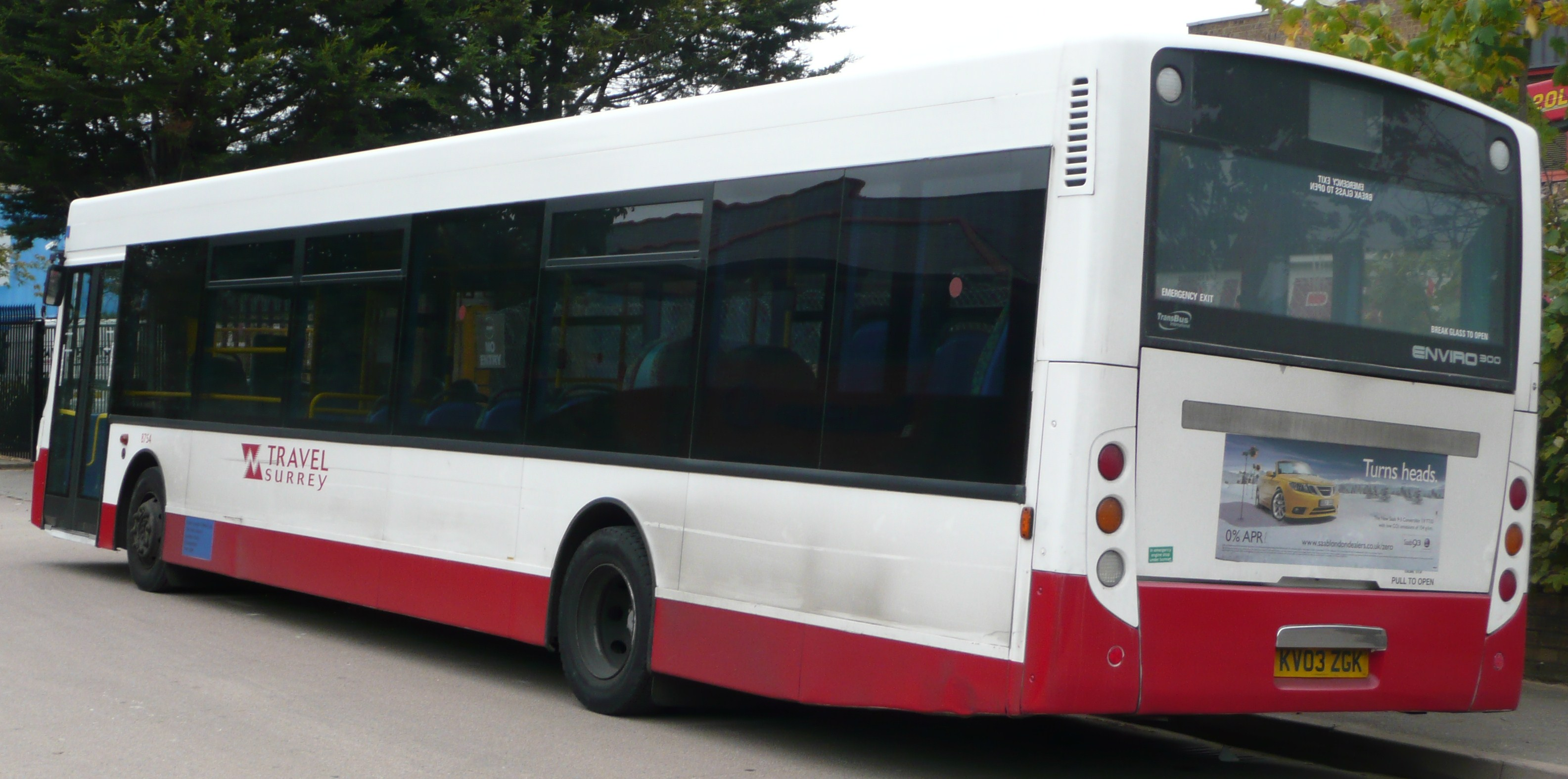
Travel Surrey
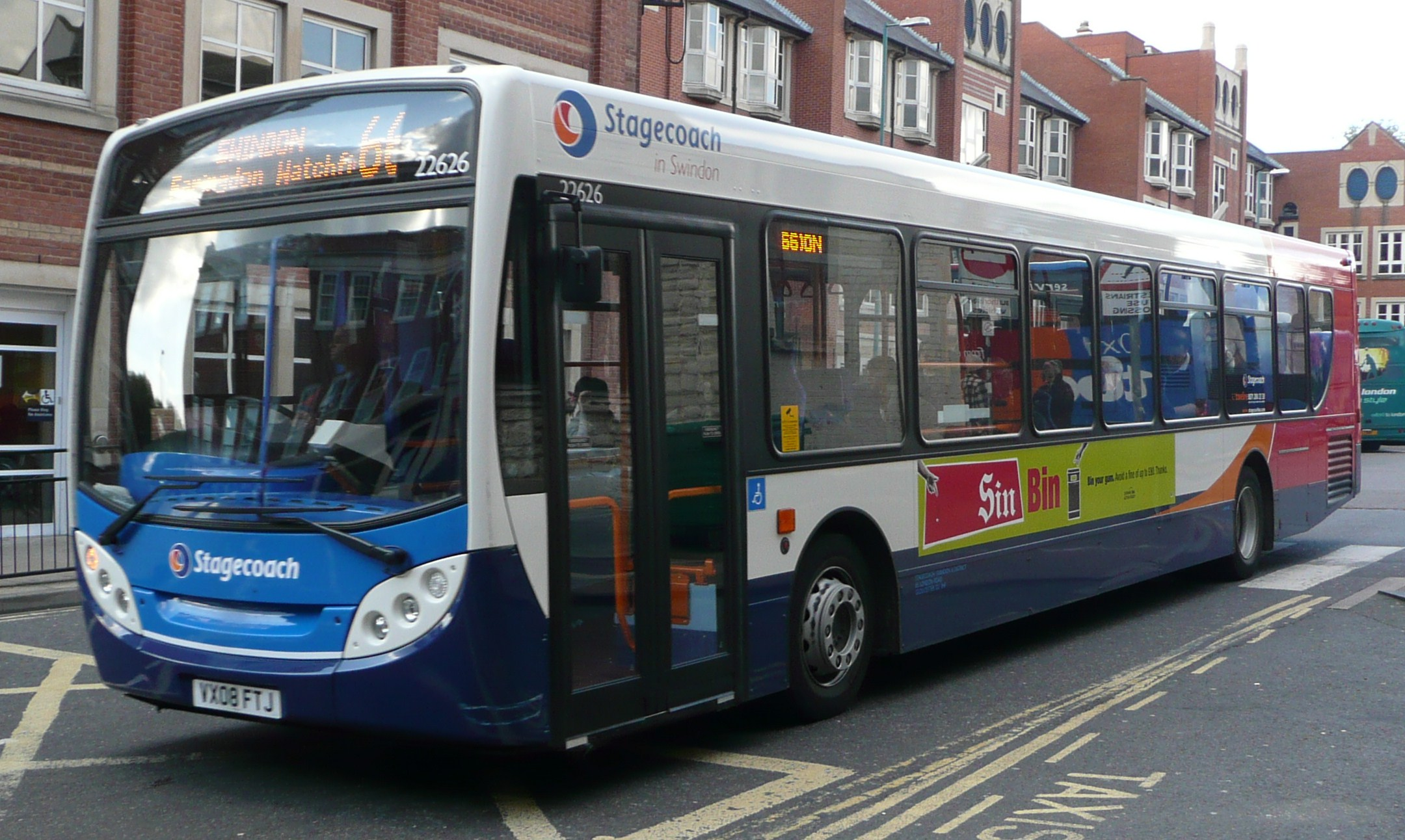
Stagecoach West